# Richard Oakes
Richard Oakes (22 de mayo de 1942 - Santa Clara, California, 20 de septiembre de 1972) era un estudiante mohawk, miembro del grupo iroqués White Roots of Peace. Trabajó como obrero metalúrgico hasta que fue admitido en la universidad de San Francisco. En 1969 participó en la ocupación de Alcatraz junto con Grace Thorpe y algunos futuros miembros del AIM, y allí formó un comité dirigido por él mismo y la cherokee Jeanette Henry y Rupert Costo, fundadores de la American Indian Historical Society, y Belva Cottier. Después se dedicó a trabajar en favor de su propio pueblo hasta que fue asesinado de un tiro por un hombre blanco. Nunca nadie fue condenado en juicio por este hecho.
- Datos: Q681657